# محمد العبد الجادر
 الدكتور محمد عبد الله خالد عبد الرحمن العبد الجادر، من مواليد 3 يناير 1964 ، نائب في مجلس الأمة الكويتي 2008 وعضو المجلس الأعلى للتخطيط حاليا .
حصل على ليسانس الآداب من جامعة الكويت في عام 1986، وفي عام 1998 حصل على درجة الماجستير في الجغرافيا السياسية من جامعة القاهرة بتقدير امتياز، وفي عام 2008 حصل على درجة الدكتوراه في الجغرافيا السياسية في موضوع انتخابات المجلس البلدي.
شارك في انتخابات مجلس الأمة الكويتي 2006 في الدائرة السادسة، وحصل على المركز الثالث برصيد 1646 صوت وخسر الانتخابات ، وشارك في انتخابات مجلس الأمة الكويتي 2008 في الدائرة الثانية، وحصل على المركز العاشر برصيد 3770 صوت وفاز بالانتخابات.

## مواقفه في مجلس الأمة
| الكتل                                                                          | التحالف الوطني الديموقراطي - المنبر الديموقراطي (ليبرالي) |
| اللجان                                                                         | المرافق العامة - التعليمية - البدون                       |
| قانون صندوق المعسرين                                                           | موافق                                                     |
| الموازنة العامة للدولة                                                         | موافق                                                     |
| قانون ضمان الودائع البنكية                                                     | مؤيد                                                      |
| إعادة تشكيل اللجان المؤقتة                                                     | منسحب                                                     |
| تقرير اللجنة المالية الرافض لإقامة الدواوين                                    | موافق                                                     |
| مقترح الحركة الدستورية الإسلامية في التحقيق في الشراكة مع داو والمصفاة الرابعة | غير موافق                                                 |
| التحقيق في عمل فريق الإزالات                                                   | رافض                                                      |
| مقترح اللجنة الثلاثية في التحقيق في داو والمصفاة الرابعة                       | موافق                                                     |